# Ga Osong
Ga Osong (Tiếng Hàn: 오송역, Hanja: 五松驛) là ga đường sắt ở Bongsan-ri, Osong-eup, Heungdeok-gu, Cheongju-si, Chungcheongbuk-do, Hàn Quốc, trên Tuyến Chungbuk, Đường sắt cao tốc Gyeongbu và Đường cao tốc Honam. Tàu KTX bắt đầu từ 1 tháng 11 năm 2010, đem đến dịch vụ đường sắt cao tốc cho thành phố Cheongju.
Không phải tất cả các tàu KTX đều dừng tại Osong; chỉ có một số tàu chỉ dừng tại đây mỗi ngày.

## Bố trí ga

### Đường sắt cao tốc (KTX·SRT)
| ↑ Cheonan–Asan |          |          |          |                        |                        |                        |                        |                        |                        |                        |                        |                        |                        |          |          |          |          |
|                |          | ８       | ７       |                        | ６                     | ５                     |                        |                        |                        |                        | ４                     | ３                     |                        | ２       | １       |          |          |
| ↑ Gongju       | ↑ Gongju | ↑ Gongju | ↑ Gongju | ↑ Daejeon·Seodaejeon ↓ | ↑ Daejeon·Seodaejeon ↓ | ↑ Daejeon·Seodaejeon ↓ | ↑ Daejeon·Seodaejeon ↓ | ↑ Daejeon·Seodaejeon ↓ | ↑ Daejeon·Seodaejeon ↓ | ↑ Daejeon·Seodaejeon ↓ | ↑ Daejeon·Seodaejeon ↓ | ↑ Daejeon·Seodaejeon ↓ | ↑ Daejeon·Seodaejeon ↓ | Gongju ↓ | Gongju ↓ | Gongju ↓ | Gongju ↓ |

| 1·2 | Đường sắt cao tốc Honam                                                                  | ·                                | → Hướng đi Iksan · GwangjuSongjeong · Mokpo →      |
| 1·2 | Tuyến Jeolla                                                                             | ·                                | → Hướng đi Jeonju · Suncheon · Yeosu–EXPO →        |
| 3·4 | Đường sắt cao tốc Gyeongbu                                                               | ·                                | → Hướng đi Daejeon · Dongdaegu · Busan →           |
| 3·4 | Tuyến Gyeongjeon                                                                         | ·                                | → Hướng đi Dongdaegu · Masan · Jinju →             |
| 3·4 | Tuyến Donghae                                                                            | ·                                | → Hướng đi Daejeon · Dongdaegu · Pohang →          |
| 3·4 | Tuyến Honam                                                                              | liên kết=Tàu tốc hành Hàn Quốc   | → Hướng đi Seodaejeon · GwangjuSongjeong · Mokpo → |
| 3·4 | Tuyến Jeolla                                                                             | liên kết=Tàu tốc hành Hàn Quốc   | → Hướng đi Seodaejeon · Jeonju · Yeosu–EXPO →      |
| 5·6 | Đường sắt cao tốc Gyeongbu · Tuyến Gyeongjeon Tuyến Donghae · Tuyến Honam · Tuyến Jeolla | liên kết=Tàu tốc hành Hàn Quốc   | ← Hướng đi Gwangmyeong · Seoul · Haengsin          |
| 5·6 | Đường sắt cao tốc Gyeongbu · Tuyến Gyeongjeon Tuyến Donghae · Tuyến Honam · Tuyến Jeolla | liên kết=Đường sắt cao tốc Suseo | ← Hướng đi PyeongtaekJije · Dongtan · Suseo        |
| 7·8 | Đường sắt cao tốc Honam · Tuyến Jeolla                                                   | liên kết=Tàu tốc hành Hàn Quốc   | ← Hướng đi Gwangmyeong · Yongsan · Haengsin        |
| 7·8 | Đường sắt cao tốc Honam · Tuyến Jeolla                                                   | liên kết=Đường sắt cao tốc Suseo | ← Hướng đi PyeongtaekJije · Dongtan · Suseo        |

### Tuyến Chungbuk
| ↑ Jochiwon · Jeonui |
| 11 12 \| 13 14 \|   |
| Cheongju ↓          |

| 11·12 | Tuyến Chungbuk | Mugunghwa-ho | ← Hướng đi Daejeon · Dongdaegu · Seoul    |
| 13·14 | Tuyến Chungbuk | Mugunghwa-ho | → Hướng đi Cheongju · Jecheon · Yeongju → |

## Liên kết
- (tiếng Hàn) Thông tin trạm Lưu trữ ngày 11 tháng 10 năm 2013 tại archive.today từ Korail